# Weizi
Weizi (kinesiska: 微子, 微子镇) är en köping i Kina. Den ligger i provinsen Shanxi, i den norra delen av landet, omkring 180 kilometer söder om provinshuvudstaden Taiyuan. Antalet invånare är 18 849. Befolkningen består av 9 257 kvinnor och 9 592 män. Barn under 15 år utgör 18,0 %, vuxna 15-64 år 72 %, och äldre över 65 år 8,0 %.
Genomsnittlig årsnederbörd är 707 millimeter. Den regnigaste månaden är juli, med i genomsnitt 229 mm nederbörd, och den torraste är december, med 5 mm nederbörd.